# سونی تبلت اس
سونی تبلت اس (به انگلیسی: Sony Tablet S) همچنین شناخته‌شده تحت نام سونی تبلت اس۱ (به انگلیسی: Sony Tablet S1)، تبلت عرضه‌شده به‌وسیلهٔ شرکت سونی است که در تاریخ ۱۶ سپتامبر ۲۰۱۱ در اروپا و آمریکا و در ۲۵ اکتبر ۲۰۱۱ در استرالیا عرضه گردید.

## سخت‌افزار
نمایشگر سونی تبلت اس در اندازهٔ ۹٬۴ اینچ از نوع ال‌سی‌دی و با تفکیک‌پذیری ۸۰۰×۱۲۸۰ پیکسل است.
این دستگاه از یک چیپ‌ست ان‌ویدیا تارگا استفاده می‌کند که شامل یک پردازندهٔ ARM Cortex-A9 از نوع دوهسته‌ای و با سرعت ۱ گیگاهرتز می‌باشد، گرافیک این دستگاه از نوع جی‌فورس ULP است و حافظهٔ رم آن ۱ گیگابایت به‌اضافه ۱۶ یا ۳۲ گیگابایت حافظهٔ داخلی به‌همراه پشتیبانی از کارت حافظهٔ اس‌دی است.
سونی تبلت اس دارای یک دوربین ۵ مگاپیکسل با فیلمبرداری اچ‌دی است، این دستگاه از امکانات سامانهٔ موقعیت‌یاب جهانی (جی‌پی‌اس)، وای-فای، بلوتوث به‌همراه EDR، مادون قرمز، میکرو یواس‌بی و درگاه ۳٬۵ میلی‌متری پشتیبانی می‌کند.

## نرم‌افزار
سونی تبلت اس دارای سیستم‌عامل آندروید نسخهٔ ۳٬۱ است اما پس از مدت کوتاهی بعد از تولید آن، شرکت سونی آپدیت نسخهٔ ۳٬۲ آن را در دسترس قرار داد.

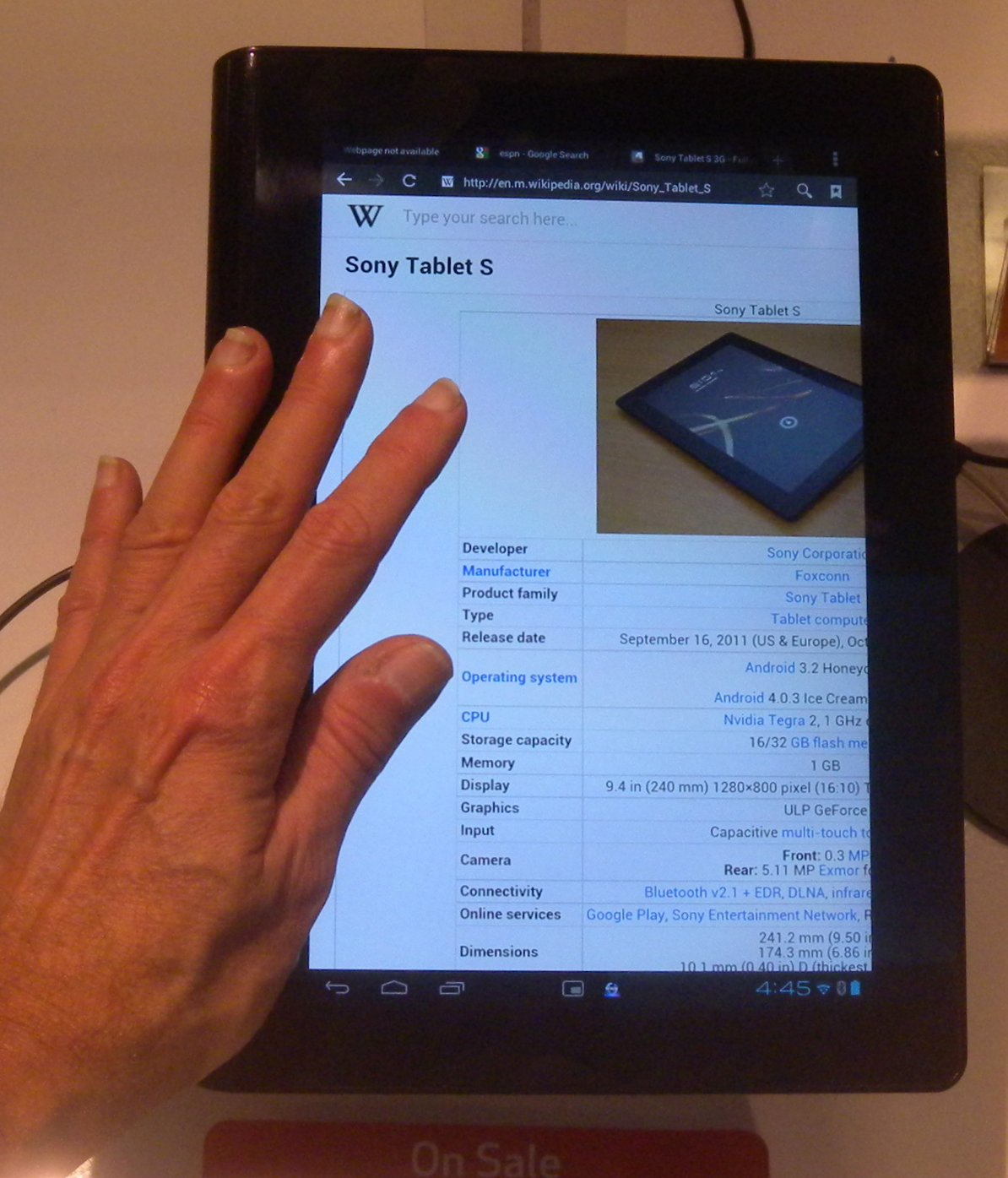
نمایش صفحه تبلت سونی اس در ویکی پدیل انگلیسی